# سفينة صواريخ جاليلو
سفينة صواريخ جاليولو، هي رواية خيال علمي للأحداث للكاتب الأمريكي روبرت أ. هاينلين، نُشرت عام 1947، حول ثلاثة مراهقين شاركوا في رحلة رائدة إلى القمر. كانت الأولى في أحداث هيينلين، وهي سلسلة طويلة وناجحة من روايات الخيال العلمي التي نشرتها سكريبنر. تم تصور الرواية في الأصل على أنها الأولى من سلسلة كتب بعنوان «مهندسو الصواريخ الشباب». تم رفضه في البداية من قبل الناشرين، لأن الذهاب إلى القمر كان «بعيد المنال».

## ملخص المؤامرة
بعد الحرب العالمية الثانية، تم تجنيد ثلاثة من مجربي الصواريخ في سن المراهقة من قبل عم أحدهم، الدكتور كارجريفز، الفيزيائي الشهير الذي عمل في مشروع مانهاتن، لتجديد «صاروخ البريد» الفائض بالطاقة التقليدية. يتم تحويله ليعمل على كومة نووية ثوريوم تغلي الزنك كمادة دافعة. يستخدمون منطقة تم تطهيرها في ميدان اختبار الأسلحة العسكرية في الصحراء لعملهم، على الرغم من محاولات التطفل والتخريب من قبل عملاء مجهولين.
عند الانتهاء من التعديلات، قاموا بتخزين الصاروخ، الذي أطلقوا عليه اسم جاليولو، وانطلقوا إلى القمر، واستغرق وصولهم حوالي ثلاثة أيام. بعد إنشاء هيكل شبه دائم قائم على كوخ كونست، يطالبون بالقمر نيابة عن الأمم المتحدة.
أثناء قيامهم بإعداد راديو للتواصل مع الأرض، يلتقطون إرسالًا محليًا، يعد المرسل بمقابلته. بدلا من ذلك، تم قصف سفينتهم. ومع ذلك، فهم قادرون على الحفر دون أن يتم اكتشافهم في كوخهم والنجاح في نصب كمين للسفينة الأخرى عند هبوطها، والاستيلاء على الطيار. اكتشفوا أن هناك قاعدة نازية على القمر. إنهم يقصفونها من سفينتهم وأرضهم المأسورة. تم العثور على أحد الناجين وإحيائه واستجوابه.
يجد الأولاد أيضًا دليلًا على حضارة قمرية قديمة، ويفترضون أن فوهات القمر لم تتشكل من آثار من الفضاء، ولكن من خلال القنابل النووية التي دمرت الجنس الفضائي.
عندما أطلق الزعيم النازي للقاعدة النار على الطيار لإسكاته، عقد كارجريفز محاكمة وجده مذنبًا بارتكاب جريمة قتل. يستعد كارجريفز لإعدام السجين عن طريق إخراجه في الفراغ، في الغالب كخدعة للحصول على معلومات حول كيفية تحليق سفينة الفضاء الخاصة بالقاعدة. يستسلم النازيون في غرفة معادلة الضغط ويعلمهم كيفية إعادة السفينة إلى الأرض.
أرسل الأولاد موقع القاعدة النازية المخفية على الأرض إلى السلطات، مما أدى إلى تدميرها؛ يعودون كأبطال.

## الاقتباسات
كان فيلم القمر الوجهة عام 1950 مبنيًا بشكل فضفاض على سفينة الصواريخ جاليولو، وكان هيينلين واحدًا من ثلاثة مؤلفين مشاركين للنص. تشبه حبكة الفيلم أيضًا قصة «الرجل الذي باع القمر»، التي كتبها هاينلين عام 1949، لكنها لم تنشر حتى عام 1951.

## استقبال نقدي
أثناء مسح روايات هاينلين للأحداث، أشار جاك ويليامسون إلى أنه بينما لا يزال صاروخ غاليليو «مقروءًا، مع ظهور موضوعات هاينلين المألوفة بالفعل»، فقد كانت «تجربة محيرة في بعض الأحيان. . . . غالبًا ما تكون الحبكة مبتذلة، والشخصيات عمومًا عبارة عن صور نمطية رقيقة.»  قال روبرت ويلفريد فرانسون إن «هيينلين تريد دائمًا أن يكون هناك شباب يتمتعون بالعقل السليم والشخصية الصحيحة لاغتنام هذه الفرص. قطعت رواياته شوطًا طويلاً نحو تعليم هذه الفئة من الناس، وما زالت تفعل ذلك». كتب أندرو بيكر: «تشترك» سفينة الصواريخ جاليولو «مع العديد من الأعمال التي تم تأليفها قبل ظهور برنامج الفضاء الفعلي، مما يمثل التقليل الشديد من التكاليف الضخمة واستثمار الموارد اللازمة لأي رحلة قصيرة خارج مجال الجاذبية الأرضية. (. . .) يمكن في النهاية تتبع فكرة قدرة الأشخاص العاديين (الأولاد في هذه الحالة) على الإقلاع إلى القمر بمفردهم - مثل العديد من موضوعات الخيال العلمي - إلى العقل الخصب لـ إتش جي ويلز وإلى السادة الإنجليز بهدوء الإقلاع إلى القمر في فيلم الرجال الاوئل في القمر (. . .) لا تزال سياسات» جاليليو«هي سياسات التحالف المناهض للنازية في الحرب العالمية الثانية، وليست سياسات الحرب الباردة الناشئة. لو كان ذلك قد كتب بعد سنوات قليلة، فإن الأشرار كانت على الأرجح الشيوعيين الروس».

## روابط خارجية
- ُRocket Ship Galileo عنوان مُدرج في قاعدة بيانات الخيال التأملي على الإنترنت
- Rocket Ship Galileo at Open Library